# Департамент гарантирования экспортных кредитов
Департамент гарантирования экспортных кредитов (англ. Export Credits Guarantee Department, ECGD) — британская правительственная организация, находящееся в ведении Министерства по делам торговли и промышленности Великобритании, и выполняющая функции экспортно-кредитного агентства. Действует в Великобритании в соответствии с Законом об экспортных гарантиях и зарубежных инвестициях 1978 года.
Главная задача организации — содействие экспорту из Великобритании путём предоставления экспортёрам возможности страховать свои экспортные кредиты и гарантируя возмещение тем британским банкам, которые выделили кредиты экспортёрам сроком на два года и более. Департамент гарантирования экспортных кредитов также страхует частные британские инвестиции за рубежом от военных рисков, рисков экспроприации и ограничений на перевод прибылей из-за рубежа.